# Shadowgrounds
Shadowgrounds är ett datorspel för Microsoft Windows från 2005 utvecklat av Frozenbyte. Spelet gavs ut i Finland och Tyskland 11 november 2005, och i Nordamerika och övriga Europa våren 2006. Spelet levereras över Steam och Gametap.

## Modifikationer
Som användare går det att modifiera Frozenbytes spel. De har publicerat "Level Editor", ett program som användaren enkelt gör egna banor och scenarion med. De som innehar spelet på en CD-skiva kan ladda ner programmet från deras hemsida. Steamanvändare måste vänta tills VALVe ger ut verktyget.